# Bundesverband Prostatakrebs Selbsthilfe
Der Bundesverband Prostatakrebs Selbsthilfe e. V. (BPS) ist eine gemeinnützige deutsche Patientenorganisation mit dem Zweck über die Krankheit Prostatakrebs zu informieren, Betroffene zu unterstützen und ihre Interessen im Gesundheitssystem und der Gesundheitspolitik zu vertreten. Die Stiftung Deutsche Krebshilfe (DKH) und die Gesetzlichen Krankenkassen fördern die Arbeit des Verbandes ideell und materiell.

## Geschichte und Zweck
Der Bundesverband Prostatakrebs Selbsthilfe e. V. wurde im Jahr 2000 als Zusammenschluss von 18 Selbsthilfegruppen gegründet. Ihm gehören mehr als 200 Selbsthilfegruppen (Stand 2021) in allen Bundesländern sowie sieben Regional- und Landesverbänden innerhalb Deutschlands an. Damit ist der BPS europaweit die größte Organisation von und für Prostatakrebs-Patienten. Anliegen des BPS ist es, die Öffentlichkeit über die Erkennung sowie die Behandlung von Prostatakrebs und die damit zusammenhängenden medizinischen, psychologischen und sozialen Aspekte aufzuklären, den Selbsthilfegedanken der Betroffenen zu fördern sowie deren Interessen im deutschen Gesundheitssystem zu vertreten. Dies erfolgt u. a. durch Informationsarbeit mit Vortragsveranstaltungen sowie im Internet durch ein Forum für den Informations- und Erfahrungsaustausch.

## BPS-Vorstand und Mitgliedschaft
Der Vorstand wird jeweils für drei Jahre gewählt. Er arbeitet ehrenamtlich und besteht aus dem Vorsitzenden, zwei Stellvertretern, einem Schatzmeister und einem Schriftführer sowie mindestens drei und höchstens sechs weiteren Vorstandsmitgliedern mit Aufgabenschwerpunkten. Ordentliches Mitglied des BPS kann eine aus mindestens sechs von Prostatakrebs betroffenen Personen bestehende Selbsthilfegruppe werden. Diese Selbsthilfegruppen erhalten für ihre Tätigkeit eine ideelle und materielle Unterstützung durch den BPS. Sie sind das tragende Gerüst des BPS. Die Mitgliederversammlung ist das oberste Organ des Vereins.

## Finanzierung
Der Verein finanziert sich durch Mitgliedsbeiträge, Förderungen der gesetzlichen Krankenkassen, freiwillige Zuwendungen der Stiftung Deutsche Krebshilfe und Spenden Dritter. Mitgliedsbeiträge werden nach Maßgabe einer Finanzordnung erhoben. Diese von der Mitgliederversammlung beschlossene Finanzordnung regelt die Finanzierung, Verwaltung und Verwendung des Vereinsvermögens. Den größten Posten der verfügbaren Haushaltsmittel steuert jährlich die Stiftung Deutsche Krebshilfe bei.

## Informationsarbeit
Zur Informationsarbeit gehört die kostenlose Abgabe von Broschüren und Faltblättern. Dabei wird auch gemeinsam mit Kooperationspartnern entwickeltes Info-Material genutzt. Sachauskünfte können ebenfalls im Internet abgerufen werden. Dies gilt auch für das „BPS-Magazin“, das dreimal im Jahr erscheint. Seit dem Jahr 2008 betreibt der Verband eine telefonische Beratungshotline, an der Patienten oder deren Angehörige sich an drei Tagen der Woche von aktiven oder ehemaligen Selbsthilfegruppenleitern zum Prostatakrebs beraten lassen können.